# Asymbolus pallidus
Asymbolus pallidus е вид пилозъба акула от семейство Scyliorhinidae. Видът не е застрашен от изчезване.

## Разпространение и местообитание
Разпространен е в Австралия (Куинсланд).
Среща се на дълбочина от 225 до 343 m, при температура на водата от 16,9 до 18 °C и соленост 35,4 – 35,5 ‰.

## Описание
На дължина достигат до 46,7 cm.